# Leafa (Sword Art Online)
Suguha Kirigaya (桐ヶ谷 直葉 Kirigaya Suguha) là nhân vật hư cấu xuất hiện trong loạt light novel và anime Sword Art Online. Cô thường được biết đến với cái tên Leafa (リ ー フ ァ Rīfa), tên người chơi của cô trong ALFheim Online (ALO).

## Tiểu sử
Suguha là một cô bé rất chăm chỉ, cô đã thay anh mình luyện tập Kendo (Kiếm Đạo) suốt 8 năm trời. Sau khi Kirito thoát khỏi SAO, cô bắt đầu chơi Alfheim Online để có thể hiểu rõ được anh trai mình nhiều hơn. Cô có tình cảm đặc biệt với Kirito kể từ khi biết được hai người không phải anh em ruột, khi nhận ra tình cảm của Kirito dành cho Asuna rất sâu đậm, Suguha đăng nhập vào game như một cách để né tránh thực tại. Nhưng Suguha lại tình cờ gặp nhân vật của Kirito trong game mà không hề hay biết, Suguha ngỡ như mình đã tìm được tình cảm mới, nhưng sau đó lại đau lòng khi biết được sự thật đó vẫn chính là anh trai mình. Dù vậy cô vẫn quyết định giúp đỡ Kirito trên con đường giải cứu Asuna.
Vào ngày 7 tháng 7, Yui cho biết Ocean Turtle bị Mỹ tấn công. Sau đó, theo chỉ dẫn của Yui, Suguha và Sinon liền chạy đến RATH Roppongi rồi liên lạc với Kikuoka, sau đó cô được cấp siêu tài khoản, "Thần Trái Đất“ rồi chiến đấu để bảo vệ Thế giới Underworld.

## Vũ khí
| Tài khoản     | Thế giới | Vũ khí                                |
| ------------- | -------- | ------------------------------------- |
| Thần Trái Đất | UW       | Thanh kiếm GM thuộc Siêu tài khoản 03 |
|               | UR       | Thanh kiếm Black Welt                 |